# Tormenta tropical Boris (2014)
La tormenta tropical Boris fue un ciclón tropical débil y de corta duración que provocó lluvias en el istmo de Tehuantepec y sus alrededores en junio de 2014. La segunda tormenta nombrada de la temporada de huracanes del Pacífico de 2014, Boris se desarrolló a partir de la interacción de un canal de bajo nivel y una ola Kelvin al sur de México a fines del 2 de junio. Inicialmente una depresión tropical, el sistema se movió generalmente hacia el norte y se fortaleció en la tormenta tropical Boris al mediodía del 3 de junio. Aproximadamente seis horas más tarde, Boris alcanzó su punto máximo con vientos máximos sostenidos de 45 mph (75 km/h) - indicativo de una tormenta tropical débil. A principios del 4 de junio, la interacción con la tierra causó que la tormenta se debilitara y se deteriorara hasta convertirse en una depresión tropical. Más tarde ese día, Boris degeneró en un área de baja presión remanente, antes de disiparse por completo sobre el Golfo de Tehuantepec el 5 de junio.
A medida que Boris se acercaba a la tierra, se emitieron advertencias y avisos de ciclones tropicales, se cancelaron las clases escolares y se produjeron evacuaciones en el suroeste de México y partes de Guatemala. El precursor de Boris y la tormenta en sí trajo fuertes lluvias al área. En México, las corrientes desbordantes dejaron daños menores en Chiapas; cuatro personas resultaron heridas cuando una casa se derrumbó parcialmente. Se informó una muerte en el país cuando un árbol cayó en una escuela secundaria en Xalapa. Las inundaciones en Guatemala obligaron a 198 personas a huir de sus hogares. Un deslizamiento de tierra causó cinco muertes e hirió a otras siete. En total, se reportaron 20 deslizamientos de tierra, dañando 13 caminos. Además, 223 viviendas resultaron dañadas, incluidas 11 gravemente. Más de 5,000 personas quedaron aisladas en Quetzaltenango después de que una porción de la carretera principal a la ciudad fuera inundada por el agua.

## Historia meteorológica
A principios del 30 de mayo de 2014, el Centro Nacional de Huracanes (NHC) comenzó a monitorear un área de clima perturbado, tal vez en conexión con una ola tropical, a varios cientos de millas al sur del sureste de México para el desarrollo tropical dentro de un período de cinco días. Dentro de un entorno cada vez más favorable para la formación, a la perturbación se le asignó una probabilidad media de convertirse en un ciclón tropical dentro de las próximas 48 horas más tarde ese día, y una alta probabilidad de desarrollo el 31 de mayo a medida que se organiza cada vez mejor. En conjunto con una observación del barco y estimaciones de la intensidad del satélite, la perturbación adquirió suficiente organización para ser considerada una depresión tropical a las 2100 UTC del 2 de junio.
Durante las siguientes horas después de su formación, se observó un pequeño cambio en la organización, con múltiples centros de bajo nivel girando dentro de una circulación más amplia posicionada en el lado sur de la convección más profunda. Sin embargo, un par de pases de dispersómetro avanzado (ASCAT) a principios del 3 de junio revelaron vientos sostenidos justo por encima del umbral de la tormenta tropical, y la depresión se actualizó posteriormente a la tormenta tropical Boris. A pesar de los pronósticos iniciales de varios días sobre el agua, el centro de circulación se movió rápidamente hacia el norte en respuesta a un nivel bajo al oeste del sistema, y la mayor parte de la convección profunda de Boris se trasladó a tierra cerca de Chiapas, México, alrededor de las 06:00 UTC del 4 de junio. Sin embargo, el movimiento hacia el norte del ciclón se desaceleró y la circulación de bajo nivel permaneció en alta mar, sin llegar a tocar tierra. A partir de entonces, el sistema se degeneró en una depresión de baja presión a unos 130 km (80 millas) al este-noreste de Salina Cruz, México.

## Preparaciones e impacto

Bucle de satélite infrarrojo de Boris acercándose a Chiapas el 3 de junio

Se emitieron algunas advertencias y relojes de ciclón tropical cuando la tormenta tropical Boris se acercó al suroeste de México. A las 21:00 UTC del 2 de junio, se publicó una alerta de tormenta tropical desde Salina Cruz, Oaxaca, hasta la frontera entre México y Guatemala, que se convirtió en alerta de tormenta tropical temprano al día siguiente. La advertencia de tormenta tropical se suspendió a las 09:00 UTC del 4 de junio. En Chiapas, 122 municipios fueron puestos en alerta y las escuelas fueron suspendidas en cuatro de ellos. Todos menos cuatro municipios en Chiapas se colocaron en alerta "amarilla", mientras que los cuatro restantes se colocaron en alerta "naranja". En todo el estado, alrededor de 16,000 fueron evacuados. Se suspendieron los servicios educativos en 30 municipios de Oaxaca. La Comisión Nacional del Agua (CONAGUA) advirtió a los residentes que esperen hasta 27.56 pulgadas (700 mm) de precipitación en Chiapas y Oaxaca, 19.69 pulgadas (500 mm) de lluvia en Veracruz y Tabasco, y 11.81 pulgadas (300 mm) en Campeche y Quintana Roo. Debido a la amenaza de deslizamientos de tierra en Guatemala, se suspendieron las clases en nueve distritos escolares, lo que afectó a 1.25 millones de alumnos. También se publicaron alertas "naranjas" y "amarillas" para todo el país. Se crearon un total de 434 equipos de respuesta de emergencia para hacer frente a los deslizamientos de tierra.
Boris y su perturbación precursora provocaron fuertes precipitaciones en Guatemala, alcanzando un máximo de 9,27 pulgadas (235 mm) en Mazatenango. Más de 5,000 personas quedaron aisladas en Quetzaltenango, luego de que las fuertes lluvias dejaron aproximadamente 2,624.67 pies (800.00 m) de la carretera principal a la ciudad inundada con agua. Cinco personas murieron en un deslizamiento de tierra, Se reportaron veinte deslizamientos de tierra, lo que resultó en daños a 13 caminos. Ciento noventa y ocho personas buscaron refugio.  siete resultaron heridas y 55 fueron evacuadas en Guatemala. Un total de 223 viviendas resultaron dañadas, incluidas 11 gravemente. Se reportaron veinte deslizamientos de tierra, lo que resultó en daños a 13 caminos. Ciento noventa y ocho personas buscaron refugio. En todo el suroeste de México, las cantidades de lluvia de 4 a 8 pulgadas (100 a 200 mm) fueron comunes, aunque el total más alto observado fue de 17,91 pulgadas (455 mm) en Tres Picos, Chiapas. En ese estado, algunas corrientes desbordaron sus bancos,  lo que resultó en daños menores. Allí, cuatro heridas menores ocurrieron cuando una casa se derrumbó parcialmente. Tierra adentro, en Xalapa, un estudiante de secundaria murió y otros tres resultaron heridos cuando un árbol cayó en el campus. En general, el daño totalizó MXN$ 700 millones (US$ 54.1 millones), incluyendo MXN$ 689 millones (US$ 53.2 millones) a la infraestructura.
Después de la tormenta, se proporcionó ayuda rápidamente a las víctimas. Las autoridades autorizaron la entrega de 41,700 colchonetas y 15,000 L (3,300 imp gal; 4,000 galones estadounidenses) de agua.